# Espaço conexo

De cima para baixo: os espaços vermelho A, magenta B, amarelo C e laranja D são todos conexos, enquanto o espaço verde E (composto pelos subconjuntos E1, E2, E3 e E4) é desconexo. Para além disso, A e B são também simplesmente conexos (género 0), enquanto C e D não o são: C tem género 1 e D tem género 4.

Em topologia, conexidade (português brasileiro) ou conectividade (português europeu) é a propriedade de um espaço conexo, isto é, um espaço topológico que não pode ser representado como a união de dois ou mais conjuntos abertos disjuntos e não-vazios.

## Definição
Uma cisão de um espaço topológico {\displaystyle X} é uma decomposição {\displaystyle X=A\cup B} em dois abertos disjuntos. Todo espaço admite sempre a cisão trivial em que {\displaystyle A=X} e {\displaystyle B=\emptyset }. Um espaço topológico chama-se conexo quando admite apenas a cisão trivial.

### Equivalências
Os subconjuntos {\displaystyle \emptyset } e {\displaystyle X} são, ao mesmo tempo, abertos e fechados em qualquer topologia de {\displaystyle X}. Assim, equivalentemente, se eles são os únicos conjuntos abertos e fechados, então {\displaystyle X} é conexo. Por outro lado, se existe {\displaystyle A} não-vazio aberto e fechado em {\displaystyle X}, então {\displaystyle X} é desconexo.

## Exemplos
- {\displaystyle \mathbb {R} } e {\displaystyle \mathbb {C} } são conexos, enquanto {\displaystyle \mathbb {N} ,} {\displaystyle \mathbb {Z} } e {\displaystyle \mathbb {Q} } são desconexos.
- Em {\displaystyle \mathbb {R} }, os únicos subconjuntos conexos são os intervalos.[3]
- {\displaystyle \mathbb {R} -\{0\}} é desconexo pois possui a cisão não-trivial {\displaystyle (-\infty ,0)\cup (0,+\infty )}.[1]

## Propriedades
- A imagem de um espaço conexo por uma aplicação contínua é conexa.[4] Em particular, todo espaço homeomorfo a um espaço conexo é também conexo.[4]
- A união de uma família de conjuntos conexos que possuam um ponto em comum é conexa.[5]
- O produto cartesiano de dois espaços, equipado com a topologia produto, é conexo se, e somente se, ambos são conexos.[5]
- O fecho de um conjunto conexo é conexo.[6]

## Componentes conexas
Mesmo que um espaço {\displaystyle X} não seja conexo, ele sempre poderá ser representado pela união disjunta de suas componentes conexas.
A componente conexa {\displaystyle C_{x}} é o maior subconjunto conexo que contém {\displaystyle x\in X}. Para quaisquer dois pontos de {\displaystyle X}, suas componentes conexas ou coincidem ou são disjuntas. Se possuem um ponto em comum, são a mesma componente conexa, pois a componente conexa é o maior subconjunto conexo contendo um dado ponto; se não possuem, são disjuntas.
Por exemplo, para {\displaystyle \mathbb {R} -\{0\}},  a componente conexa de {\displaystyle -1} é {\displaystyle (-\infty ,0)} e a componente conexa de {\displaystyle 1} é {\displaystyle (0,+\infty )}. No caso, essas são as duas componentes conexas do conjunto.

### Propriedades
- Toda componente conexa de {\displaystyle X} é um conjunto fechado em {\displaystyle X}.[7]
- Homeomorfismos estabelecem, entre os dois espaços, uma bijeção entre as componentes conexas de um e as componentes conexas do outro.[7] Sendo assim, dois espaços homeomorfos possuem a mesma quantidade de componentes conexas,[7] ou seja, a quantidade de componentes conexas de um espaço é um invariante topológico.

## Conexo por caminhos

Um espaço conexo por caminhos

Um espaço conexo que não é conexo por caminhos.

Um tipo de conexidade mais estrita é a conexidade por caminhos.
Um caminho num conjunto {\displaystyle X\subset \mathbb {R} ^{n}} é uma função contínua definida num intervalo real que passa por pontos de {\displaystyle X}. Dois pontos podem ser ligados por um caminho quando existe um caminho {\displaystyle f} tal que esses pontos estejam na imagem de {\displaystyle f}. Um conjunto se diz conexo por caminhos quando quaisquer dois pontos podem ser ligados por um caminho.
Todo conjunto conexo por caminhos é conexo, mas a recíproca é falsa. Por exemplo, no {\displaystyle \mathbb {R} ^{2},} o gráfico da função {\displaystyle f(x)={\mbox{sen}}{\frac {1}{x}}} para {\displaystyle 0<x\leq 1} com a origem {\displaystyle (0,0)} é conexo mas não é conexo por caminhos.

### Propriedades
- A união de dois conjuntos conexos por caminhos, de interseção não-vazia, é conexa por caminhos.[carece de fontes?]
- A topologia produto de dois conjuntos conexos por caminhos é conexa por caminhos.[carece de fontes?]
- Todo conjunto convexo é conexo por caminhos.[11]
- No {\displaystyle \mathbb {R} ^{n}}, um conjunto aberto é conexo se, e somente se, é conexo por caminhos.[12]